# 베르트랑 피카르

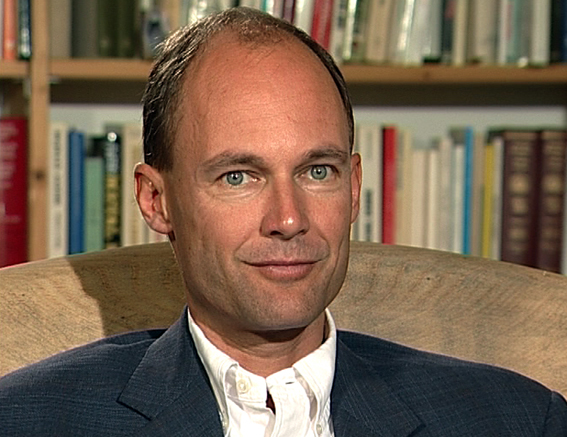
베르트랑 피카르

베르트랑 피카르(프랑스어: Bertrand Piccard, 1958년 3월 1일 ~ )은 스위스의 열기구 조종사이다.·세계 최초로 무착륙 기구 세계 일주을 해냈다. 정신과 의사. 솔러임펄스 재단 창립자이자 회장인 그는 정신가 의사이기도 하다.